# Voitmannsdorf
Voitmannsdorf – dzielnica gminy Königsfeld w Niemczech, w kraju związkowym Bawaria, w rejencji Górna Frankonia, w regionie Oberfranken-West, w powiecie Bamberg, we wspólnocie administracyjnej Steinfeld. Leży w Szwajcarii Frankońskiej, ok. 25 km na wschód od Bamberga, w dolinie rzeki Aufseß. Liczy ok. 125 mieszkańców.
Do 30 czerwca 1971 Voitmannsdorf wraz z sąsiednim Drosendorf an der Aufseß tworzyły niewielką gminę w powiecie Ebermannstadt. Dzień później Voitmannsdorf został przyłączony do gminy Königsfeld a rok później do powiatu Bamberg. Podział z 1971 nie uwzględniał więzi między tymi dwoma, oddalonymi od siebie o ok. 100 m miejscowościami. Drosendorf an der Aufseß przyłączono bowiem do Hollfeld. Doszło więc do tego, że obie miejscowości nie tylko, że należą do innych gmin, ale i innych powiatów.